# Ашер, Джон Палмер
Джон Па́лмер А́шер (англ. John Palmer Usher; 9 января 1816 — 13 апреля 1889) — американский политический деятель, министр внутренних дел США в кабинетах президентов Авраама Линкольна и Эндрю Джексона.

## Биография
Джон Палмер Ашер родился в городе Брукфилд, штат Нью-Йорк, в 1839 году переехал на запад и поселился в Терре-Хот, в западной части штата Индиана, где стал партнером Уильяма Грисуолда в юридической фирме Griswold & Usher. Ашер участвовал в выездных сессиях суда в штатах Индиана и Иллинойс в 1840—1850 годах, познакомившись с Авраамом Линкольном в Спрингфилде, штат Иллинойс. Кроме того, он стал наставником молодого Джозефа Герни Кэннона.
Когда Ашер служил генеральным прокурором Индианы в марте 1862 года, Линкольн предложил ему стать помощником министра внутренних дел Калеба Смита, который из-за ухудшения состояния здоровья вскоре возложил бо́льшую часть своих обязанностей на Ашера. Когда Смит ушёл в отставку в декабре 1862 года, Ашер занял его пост 1 января 1863 года.

### Министр
Ашер был министром внутренних дел с 1863 по 1865 год и получил репутацию мудрого, вежливого и ненавязчивого руководителя. Он сопровождал Линкольна в Геттисберг, штат Пенсильвания, в ноябре 1863 года на открытие национального кладбища, и находился на трибуне с другими государственными деятелями, когда Линкольн произносил знаменитую Геттисбергскую речь. Когда Уильям Фессенден покинул пост министра финансов в марте 1865 года, Линкольн назначил на его место Хью Маккалоха из Индианы. Линкольн не хотел, чтобы в его кабинете было два человека из Индианы. Ашер подал в отставку 8 марта 1865 года, Линкольн принял её 9 марта. Ашер служил до 15 мая, продолжая исполнять обязанности министра месяц после убийства Линкольна. Линкольн назначил своего близкого друга Джеймса Харлана заменить Ашера. Харлан был утверждён Сенатом и занял пост министра внутренних дел, сохранив его и при президенте Эндрю Джонсоне.

### В отставке
Ашер стал юрисконсультом восточного отделения железной дороги Union Pacific, а также активно содействовал строительству железной дороги к западу от Канзас-Сити, которая в 1880 году стала частью Union Pacific.
В 1873 году построил дом в Лоренсе, штат Канзас. В течение одного срока он был мэром Лоренса. Его дом до сих пор стоит на улице Теннесси, он внесён в Национальный реестр исторических мест. С 1912 года это дом студенческого объединения «Beta Theta Pi» из Канзасского университета.
Умер от рака в возрасте 73 лет, похоронен на кладбище Oak Hill в Лоренсе.